# 長白羽神
長白羽神（ながしらはのかみ）は『古語拾遺』の天岩戸に登場する神。思兼神に命じられ、麻を育て青和幣（あおにぎて）を織ったという。神麻続機殿神社で伊勢神宮に奉納する荒妙（あらたえ）を織った神麻続部（かんおみべ、神麻績部とも）の祖神とされ、白い衣類を白羽と呼んだのは長白羽神に由来するとされる。
天太玉命の同族神であるという。別名を天白羽神（あめのしらはのかみ）といい、天白信仰を長白羽神由来とする説がある。常陸国久慈郡（現茨城県常陸太田市）の式内社・天志良波神社の祭神として祀られている。